# Wilhelm Lexis
Wilhelm Lexis (Eschweiler, 17 de julho de 1837 — Göttingen, 25 de outubro de 1914) foi um economista e estatístico alemão.
Desenvolveu o diagrama de Lexis e apresentou grandes contribuições à indústria do seguro, sendo considerado o fundador do estudo interdisciplinar do seguro.

## Trabalho
Ao longo de sua carreira profissional, Lexis publicou livros e artigos sobre uma ampla variedade de tópicos, incluindo demografia, economia e estatística matemática. No entanto, pouco desse trabalho provou ter um significado duradouro. Hoje, Lexis é amplamente lembrado por dois itens que levam seu nome - a proporção de Lexis e o diagrama de Lexis. Sua teoria da mortalidade também teve um renascimento recente de interesse.

### Razão de Lexis
Para Lexis, uma série temporal era "estável" se a probabilidade subjacente que deu origem às taxas observadas permanecesse constante de ano para ano (ou, mais geralmente, de um período de medição para o próximo). Usando a terminologia moderna, tal série temporal seria chamada de série de média móvel de ordem zero (também conhecida como processo de ruído branco). Lexis estava ciente de que muitas séries não eram estáveis. Para séries não estáveis, ele imaginou que as probabilidades subjacentes variavam ao longo do tempo, sendo afetadas pelo que ele chamou de forças "físicas" (em oposição às forças "não essenciais" aleatórias que fariam com que uma taxa observada fosse diferente da subjacente probabilidade). Em seu artigo de 1879 "Sobre a Teoria da Estabilidade das Séries Estatísticas", Lexis se propôs a desenvolver um método para distinguir entre séries temporais estáveis e não estáveis.
Para este fim, Lexis criou uma estatística de teste igual à razão entre (i) o erro provável das taxas observadas e (ii) o erro provável que seria esperado se as probabilidades subjacentes para cada uma das taxas observadas fossem todas iguais à taxa média observada em todas as observações. Ele chamou essa relação Q. Lexis então raciocinou que se Q fosse suficientemente próximo de 1, então a série temporal estava exibindo o que ele chamou de "dispersão normal" e pode-se supor que fosse estável. Se Q era substancialmente maior do que 1, então a série estava exibindo "dispersão supernomal" e deve-se concluir que as forças físicas estavam tendo um efeito discernível na variabilidade das observações. Lexis usou um valor Q de 1,41 (ou seja, a raiz quadrada de 2) como a linha divisória entre a dispersão "normal" e "supernormal".
"Stability of Statistical Series" é o único trabalho de Lexis citado em seu verbete no Oxford Dictionary of Statistics. É também o único que recebe uma discussão extensa em A History of Statistics de Stigler. E, no entanto, Stigler termina sua discussão rotulando o trabalho de um fracasso. Para Stigler, seu maior valor foi a discussão que gerou de outros pesquisadores da área. Foram esses outros pesquisadores, e não Lexis, que criaram a ciência moderna da análise de séries temporais.

### Diagrama de Lexis

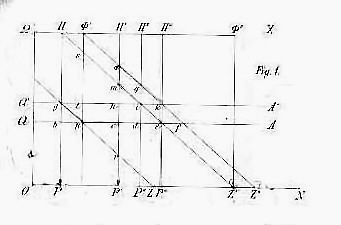
Diagrama original de Lexis (1875)

Embora possa assumir várias formas, o diagrama Lexis típico é uma ilustração gráfica da vida de um indivíduo ou de uma coorte de indivíduos da mesma idade. No diagrama, cada uma dessas vidas aparece como uma linha reta em um plano bidimensional, com uma dimensão representando o tempo e a outra representando a idade. O uso de diagramas Lexis é muito comum entre os demógrafos, tanto que muitas vezes são usados sem serem identificados como diagramas Lexis.
Lexis apresentou seu diagrama em seu primeiro livro, Introdução à Teoria das Estatísticas Populacionais (Strasbourg: Trubner, 1875). No entanto, a noção de usar um diagrama de tempo vs. idade parece ter sido desenvolvida mais ou menos simultaneamente por outros autores. Veja o artigo de Vandeschrick (2001) para mais detalhes.

### Teoria da mortalidade

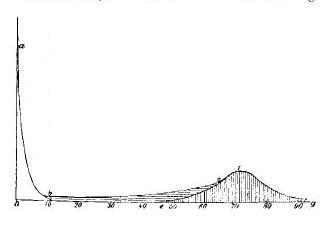
Gráfico de mortalidade de Lexis (1903)

Em seu livro de 1877, On the Theory of Mass Phenomena in Human Society (Freiburg: Wagnersche Buchhandlung), Lexis propôs que todas as mortes humanas poderiam ser classificadas em um de três tipos: (i) mortes normais, (ii) mortes infantis e (iii) mortes prematuras de adultos. Ele também propôs que as mortes normais estavam sujeitas a forças aleatórias de forma que, se todas as mortes de bebês e outras mortes prematuras fossem eliminadas, as idades em que as pessoas morriam exibissem uma distribuição normal (isto é, gaussiana). Além disso, a média dessas idades seria igual à idade em que a maioria dos adultos realmente morre (isto é, a idade modal na morte), mesmo que as observações reais ocorram na presença de bebês e outras mortes prematuras.
No diagrama adjacente, as mortes normais são representadas pela área sombreada verticalmente em forma de sino centrada ligeiramente acima dos 70 anos; os óbitos infantis são representados pela área não sombreada a partir dos 0 anos; as mortes prematuras são representadas pela área sombreada horizontalmente entre as mortes infantis e normais.
Embora a teoria de Lexis tenha gerado alguma discussão contemporânea, ela nunca suplantou as medidas demográficas tradicionais de expectativa de vida e taxas de mortalidade ajustadas por idade. No entanto, pesquisas recentes sugerem que a idade modal no momento da morte pode ser uma estatística útil para rastrear mudanças na expectativa de vida dos idosos. Para um levantamento da resposta contemporânea à teoria de Lexis, consulte a seção IV ("Recepção da hipótese de Lexis no final do século 19") de Véron e Rohrbasser (2003). Para uma discussão sobre o uso moderno da idade modal na morte, ver Horiuchi et al. (2013).

## Obras
- Diagram from the Introduction to the Theory of Population Statistics (1875)
- On the Theory of Mass Distribution in Human Society (1877)
- Allgemeine Volkswirtschaftslehre (1910)

## Leitura Adicional
- Horiuchi, Shiro; Ouelette, Nadine; Cheung, Siu Lan Karen; Robine, Jean-Marie (2013). «Modal Age at Death: Lifespan Indicator in the Era of Longevity Extension» (PDF). Vienna Yearbook of Population Research. 11: 37–69. doi:10.1553/populationyearbook2013s37
- Vandeschrick, Christophe (2001). «The Lexis Diagram, a Misnomer» (PDF). Demographic Research. 4: 97–124. doi:10.4054/DemRes.2001.4.3
- Véron, Jacques; Rohrbasser, Jean-Marc (2003). «Wilhelm Lexis: The Normal Length of Life as an Expression of the 'Nature of Things'». Population. 53 (3): 303–322

### Duas biografias de Lexis:
- Heiss, Klaus-Peter (1978) "Wilhelm Lexis", in Kruskal, William H. and Tanur, Judith M. (eds.) International Encyclopedia of Statistics (New York: Free Press), Volume 1, pages 507-512
- Klein, Felix (1914) "Wilhelm Lexis" in Jahresbericht der Deutschen Mathematiker-Vereinigung, Volume 23, pages 314-317 (obituary, in German)